# Helius flavidibasis
Helius flavidibasis är en tvåvingeart som beskrevs av Alexander 1975. Helius flavidibasis ingår i släktet Helius och familjen småharkrankar.
Artens utbredningsområde är Nigeria. Inga underarter finns listade i Catalogue of Life.